# Romano Obilinović
Romano Obilinović (né le 27 septembre 1979 à Split en Yougoslavie aujourd'hui en Croatie) est un footballeur croate, qui évoluait en tant qu'attaquant.
Obilinović est connu pour avoir terminé au rang de meilleur buteur du championnat de Slovénie lors de la saison 2001–02.